# Ельники (платформа)
Ельники — остановочная платформа Сахалинского региона Дальневосточной железной дороги. Названа по одноимённому селу.

## История
Станция открыта в 1943 году в составе пускового участка Поронайск — Смирных под названием Атон (яп. 亜屯).
20 августа 1945 года станция освобождена советскими войсками.
Современное название дано 1 апреля 1946 года.

## Деятельность
Пассажирские поезда дальнего следования на платформе не останавливаются.
Пригородное сообщение представлено 1 парой пригородных поездов Поронайск — Победино, состоящей из четырёх сидячих вагонов.

## Изображения
- В сторону Ногликов
- В сторону Южно-Сахалинска